# ميريام ليزلي
ميريام ليزلي (بالإنجليزية: Miriam Leslie)‏ هي كاتِبة أمريكية، ولدت في 5 يونيو 1836، وتوفيت في 18 سبتمبر 1914.